# حامد میرباقری
سید حامد میرباقری (زادهٔ ۲۸ شهریور ١٣۶١ شاهرود) دستیار کارگردان، بازیگر سینما و تلویزیون ایرانی است.

## زندگی‌نامه
سید حامد میرباقری فرزند کارگردان ایرانی، داوود میرباقری است. وی در مجموعه‌های «شاهگوش»، «مختارنامه» و «یلدا» نقش‌آفرینی کرده است. وی علاوه بر دستیاری کارگردان، در دو نقش «وهب نصرانی» و «ثابت بن مختار ثقفی» در مجموعه «مختارنامه» به ایفای نقش پرداخته است و از سال ۱۳۹۷ مشغول فعالیت در مجموعه تلویزیونی سلمان فارسی به کارگردانی پدرش می‌باشد. وی در این مجموعه علاوه بر دستیار اول کارگردانی به ایفای نقش هم می‌پردازد.

## فیلم‌شناسی

### تلویزیون
| سال       | نام مجموعه          | سمت                      | نقش                |
| --------- | ------------------- | ------------------------ | ------------------ |
| ۱۳۷۵–۱۳۷۰ | امام علی            | بازیگر                   | کودک عرب           |
| ۱۳۸۲      | معصومیت از دست رفته | بازیگر                   | حیدر               |
| ۱۳۸۸–۱۳۸۳ | مختارنامه           | بازیگر، دستیار کارگردان  | وهب نصرانی         |
| ۱۳۸۸–۱۳۸۳ | مختارنامه           | بازیگر، دستیار کارگردان  | ثابت بن مختار ثقفی |
| ۱۳۹۱      | یلدا                | بازیگر                   | صادق زاهدی         |
| ۱۴۰۵–۱۳۹۸ | سلمان فارسی         | بازیگر ، دستیار کارگردان |                    |

### شبکه نمایش خانگی
| سال  | نام مجموعه | سمت                     | نقش           |
| ---- | ---------- | ----------------------- | ------------- |
| ۱۳۹۲ | شاهگوش     | بازیگر، دستیار کارگردان | امیرعلی فهامه |
| ۱۳۹۴ | دندون طلا  | دستیارکارگردان          |               |

### سینما
| سال  | نام فیلم | سمت    | نقش             |
| ---- | -------- | ------ | --------------- |
| ۱۳۷۹ | مسافر ری | بازیگر | پسر متوکل عباسی |

## تئاتر
| سال  | نام تئاتر                  | سمت    | محل اجرا  |
| ---- | -------------------------- | ------ | --------- |
| ۱۳۸۱ | پرده عاشقی ( مجلس زن کشی ) | بازیگر | حوزه هنری |